# Paulina (album)
Paulina è il quinto album della cantante messicana Paulina Rubio, pubblicato il 23 maggio 2000 dalla Universal latino. L'album è stato nominato ai Latin Grammy Awards come "Miglior album dell'anno", "Miglior album femminile", e "Miglior canzone" per il singolo Y yo sigo aquí.
Da questo album sono stati estratti sette singoli, alcuni di successo mondiale: Vive el verano, Lo haré por ti, El ultimo adiós, Y yo sigo aquí, Yo no soy esa mujer, Sexi Dance e Tal vez, quizá.
In Y yo sigo aquí partecipano come coristi Emanuela Cortesi e Silvio Pozzoli, che eseguono con la Rubio il ritornello. Inoltre la stessa canzone si conclude con la risata della stessa cantante.
Fra gli altri coristi del brano, oltre ai due cantanti appena citati, si aggiungono anche Jessica Chirinos, Lalla Francia, Pamela Anderson, Michael Cosculuella, Paola Folli e Moreno Ferrara.
Alcuni cantanti che hanno cantato il testo Entonces me quieras sono: Francesca Alotta, Laura Landi, Danilo Amerio e Michelle Hunziker.

## Tracce
1. Lo haré por ti (Estéfano) – 4:43
2. El ultimo adiós (Estéfano) – 4:46
3. Tal vez, Quizá (Armando Manzanero) – 4:35
4. Y yo sigo aquí (Estéfano) – 4:15
5. Sin aire (Estéfano) – 4:05
6. Tan sola (Estéfano) – 5:24
7. Sexi Dance (Estéfano) – 5:04
8. Cancún y yo (Juan Gabriel) – 3:49
9. Mírame a los ojos (Alejandro García Abad) – 3:57
10. Yo no soy esa mujer (Christian De Walden) – 3:45
11. Vive el verano (Richard Daniel Roman; Ignacio Ballesteros) – 4:12
12. Baby Paulina (Paulina Rubio) – 0:17

## Classifiche
| Classifica (2000-01)         | Posizione raggiunta |
| ---------------------------- | ------------------- |
| Colombia                     | 8                   |
| Italia                       | 50                  |
| Messico                      | 3                   |
| Spagna                       | 2                   |
| Stati Uniti Top Latin Albums | 1                   |